# Natthaphas Sitthisuwannakul
Natthaphas Sitthisuwannakul (thailändisch ณัฐภาส สิทธิสุวรรณกุล; * 21. August 2003) ist ein thailändischer Fußballspieler.

## Karriere
Natthaphas Sitthisuwannakul stand bis Juli 2023 beim Dome FC in Pathum Thani unter Vertrag. Mit dem Verein spielte er in der Thailand Amateur League und in der Bangkok Premier League. Anfang August 2023 unterschrieb er einen Vertrag bei dem in der Hauptstadt Bangkok beheimateten Zweitligisten Kasetsart FC. Sein erstes Pflichtspiel machte er am 1. November 2023, als er in der zweiten Runde des FA Cups gegen den Erstligisten Ratchaburi FC zum Einsatz kam. Bei der 6:0-Niederlage stand er in der Startelf und spielte die kompletten 90 Minuten. Sein Zweitligadebüt gab Natthaphas Sitthisuwannakul am 14. Januar 2024 (19. Spieltag) im Heimspiel gegen den Nakhon Ratchasima FC. Bei der 1:4-Niederlage wurde er in der 76. Minute für Buncha Yimchoy eingewechselt. Am Ende der Saison 2023/24 belegte er mit Kasetsart den 16. Tabellenplatz und musste somit in die dritte Liga absteigen.